# Šu'afat

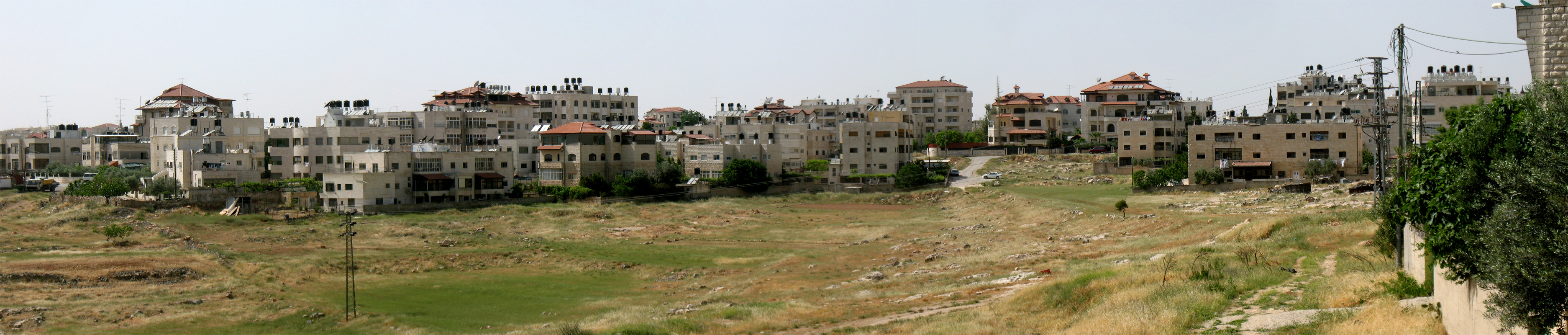
Šu'afat od jihu

Šu'afat též Šu'fat (hebrejsky: שועפאט, arabsky: شعفاط‎) je arabská čtvrť v severní části Jeruzaléma v Izraeli, ležící ve Východním Jeruzalému, tedy v části města, která byla okupována Izraelem v roce 1967 a začleněna do hranic Jeruzaléma.

## Geografie
Leží v nadmořské výšce cca 800 metrů, cca 4 kilometry severně od Starého Města. Na západě s ní sousedí židovská čtvrť Ramat Šlomo, na jihu rovněž židovské Ramat Eškol, Giv'at ha-Mivtar a ha-Giva ha-Carfatit. Na severu leží arabská čtvrť Bejt Chanina, na severovýchodě opět židovská Pisgat Ze'ev. Šu'afat je situován na náhorní planinu, která se mírně zvedá směrem k severu, zatímco na jihu je od centra města a od hory Skopus oddělena zářezem údolí vádí Nachal Cofim. Severojižním směrem jí prochází dálnice číslo 60 (Derech ha-Aluf Uzi Narkis). Ta dělí Šu'afat na dvě části. Západně od dálnice je to historická obec, východně od ní pak uprchlický tábor Šu'afat. V roce 2011 sem byla dobudována tramvajová trať, jež spojuje čtvrť s centrem města. Počátkem 21. století byla východní částí čtvrtě zčásti vedena Izraelská bezpečnostní bariéra.

## Dějiny
Je situována na strategickém místě při historické silnici z Jeruzaléma na Ramalláh a Nábulus. Podle legendy vznikla před několika sty lety, kdy ji osídlili Arabové přistěhovalí z Hidžázu. Během první arabsko-izraelské války v roce 1948 se tu odehrávaly těžké boje. Lokalitu dočasně dobyli Izraelci (Brigáda Harel), ale pak ji znovu ovládly arabské síly, s nimiž se vrátilo i civilní obyvatelstvo. Severně odtud tehdy existovala židovská vesnice Atarot, která ale musela být později vyklizená. Vesnice byla jako výsledek dohod o příměří z roku 1949 začleněna do teritoria pod kontrolou Jordánska. Od roku 1954 si zde stavěly vily bohaté křesťanské i muslimské arabské rodiny. V důsledku války z roku 1948 ovšem východně od původní obce vznikl uprchlický tábor. V roce 1965 si na vrcholu hory Giv'at Šaul severně od Šu'afatu začal jordánský král Husajn I. stavět svou rezidenci. V roce 1967 byla tato oblast obsazena Izraelem a připojena k Jeruzalému. Rozstavěný skelet jordánského královského paláce nebyl nikdy dokončen. V současnosti je městská čtvrť příznačná bohatými domy a obchody a zčásti ještě zachovalým zemědělským charakterem okrajových částí. V roce 1983 čítala místní populace 2323 obyvatel, v roce 1997 to bylo již 14 923 lidí (včetně uprchlického tábora).

## Demografie
V roce 1922 tu žilo 422 lidí, v roce 1945 již 760. Plocha této městské části dosahuje 4277 dunamů (4,277 kilometru čtverečního). V roce 2000 tu žilo 28 977 a v roce 2002 31 218 obyvatel.